# Polgári természetőr

## A polgári természetőrök tevékenységéről
A polgári természetőr munkáját önként vállalja, díjazást nem kap érte. Főként az őrzési feladatokban működik közre, de a védett természeti értékek megőrzésében is önálló szolgálatot tehet esetenként.
A polgári természetőrök munkáját állami természetvédelmi őrök irányítják, akik a kapcsolatot tartják. Mivel Magyarországon mindössze 250 fő állami természetvédelmi őr van, ezért nagy szükség van a polgári természetőrökre.

## A polgári természetőrség történelme
A turistaőrség igénye már 1935-ben felmerült. Az első hatfős járőr 1962. július 2-án vasárnap reggel indult a Budai Erdészet udvaráról a budai hegyekbe. A Társadalmi Erdei Szolgálatot később, 1990. január 1-jétől az MTSz Természetvédelmi Szolgálata követte, de tevékenységük nem volt jogilag megalapozott.
A parlament az 1996. évi LIII. törvényben állampolgári joggá emelte a társadalmi természetvédelmet. 

### A Bükki Nemzeti Park Igazgatóság területén
A Bükki Nemzeti Park területén a polgári természetőrök szervezése 1997-ben indult. Jelenleg 233 önkéntes van, aki az állami természetvédelmi őrök munkáját segíti.
Az őrök segítsége különböző területeken jelenik meg. Például feladatuk, hogy a mintegy 200 km kerékpárúton ügyeljenek a szabályok betartására, továbbá az, hogy a területen tapasztaltakról információt szolgáltassanak. Bizonyos esetekben intézkedést kérnek a hatósági engedélyekkel rendelkező őrszolgálattól.
Az Egri Kárpát Egyesület tagjai túrákat szerveznek és ellenőrző pontokat működtetnek.
A Borsod-Abaúj-Zemplén Megyei Természetbarát Szövetség természetőrei a túrázásuk közben tapasztaltakról szolgáltatnak információt.
A területen hivatásos rendőrök is segítik polgári természetőrként a munkát.
Az Egererdő Zrt. hét erdészetének erdészei és műszaki vezetői csatlakoztak a nemzeti park polgári természetőr szolgálatához. A lépés a munka hatékonyságát növelni szándékozó intézkedés volt.

## A polgári természetőrök jogállását megalapozó törvények, rendeletek
A polgári természetvédelmi őrök jogállását a Természetvédelmi törvény és egy Miniszteri rendelet is szabályozza. ( 33/1997. (XI. 20.) KTM rendelet a polgári természetõrökrõl )
Kivonat az 1996. évi LIII. törvény a természet védelméről
66. § (1) Az igazgatóságok, önkormányzatok természetvédelmi tevékenységét polgári természetőrök segíthetik.
(2) A polgári természetőr az igazolványában meghatározott területen jogosult
- 1. védett természeti területekre belépni;
- 2. szolgálati jelvényt és igazolványt használni;
- 3. természeti értéket veszélyeztető vagy károsító cselekményt elkövető személyt figyelmeztetni a jogellenességre, illetve annak jogkövetkezményeire, valamint távozásra felszólítani;
- 4. a védett természeti területekről, értékekről, ezekkel kapcsolatos engedélyköteles tevékenységekről tájékoztatást adni.

(3) A polgári természetőrökre vonatkozó részletes szabályokat a miniszter rendeletben állapítja meg.

## Az állampolgárok részvétele a természet védelmében
A polgári természetőr-jelölteknek egy tanfolyam elvégzése után vizsgát kell letenniük. A tananyagot, mely főként jogi és általános természetvédelmi tartalmú, a Nemzeti Park Igazgatóság bocsátja a jelentkezők rendelkezésére. Emellé még hét tájegység ismereteit is számon kérik, amelyet az illetékes Nemzeti Park igazgatósága szintén rendelkezésre bocsát.

## Külső hivatkozások
- A Bükki Nemzeti Park őrszolgálatának bemutató oldala
- A Hortobágyi Nemzeti Park  őrszolgálatának bemutató oldala
- A Természetvédelmi Őrszolgálat Szolgálati Szabályzatáról
- Környezetvédelmi és Vízügyi Minisztérium
- Magyar Madártani és Természetvédelmi Egyesület
- Magyar Természetvédők Szövetsége
- Természetvédelmi linkgyűjtemény
- Természetvédelmi könyvtár